# تیم ملی بسکتبال مردان پلی‌نزی فرانسه
تیم ملی بسکتبال پلی نزی فرانسه نماینده پلی نزی فرانسه در مسابقات بین‌المللی است.